# Radek Petr
Radek Petr (* 24. února 1987, Krnov, Československo) je bývalý český fotbalový brankář. Na profesionální úrovni skončil s fotbalem v roce 2014, poté hrál v nižších českých soutěžích a měl civilní zaměstnání.

## Klubové statistiky
Aktuální k datu : červenec 2013
| Sezona    | Klub                       | Země      | Soutěž   | Zápasy | Góly |
| --------- | -------------------------- | --------- | -------- | ------ | ---- |
| 2005/06   | FC Baník Ostrava B         | Česko     | MSFL     | ?      | 0    |
| 2006/07   | FC Baník Ostrava B         | Česko     | MSFL     | 8      | 0    |
|           | FK Mutěnice                | Česko     | MSFL     | 11     | 0    |
| 2007/08   | AC Parma                   | Itálie    | Serie A  | 0      | 0    |
| 2008/09   | Aurora Pro Patria          | Itálie    | Serie C1 | 2      | 0    |
|           | KAS Eupen                  | Belgie    | 2. liga  | 15     | 0    |
| 2009/10   | KAS Eupen                  | Belgie    | 2. liga  | 38     | 0    |
| 2010/11   | KAS Eupen                  | Belgie    | 1. liga  | 15     | 0    |
| 2011/12   | KAS Eupen                  | Belgie    | 2. liga  | 0      | 0    |
| 2012      | Ludogorec Razgrad          | Bulharsko | A Grupa  | 2      | 0    |
| 2012/13   | FC Zbrojovka Brno          | Česko     | 1. liga  | 11     | 0    |
| 2013      | FC Zbrojovka Brno          | Česko     | 1. liga  | 0      | 0    |
| 2014      | SK Hanácká Slavia Kroměříž | Česko     | MSFL     |        |      |
| 2014/2015 | SK Hanácká Slavia Kroměříž | Česko     | MSFL     |        |      |
|           | Celkem                     |           |          | 102    | 0    |

## Reprezentační kariéra
Petr byl součástí mládežnického reprezentačního týmu ČR do 20 let, který na Mistrovství světa hráčů do 20 let 2007 konaného v Kanadě získal stříbrné medaile, když ve finále podlehl Argentině 1:2.